# Transam Tuscan S-100
Transam Tuscan S-100 (Tuscan S-100) је био професионални рачунар фирме Transam који је почео да се производи у Уједињеном Краљевству од 1980. године.
Користио је Z80-A као микропроцесор. RAM меморија рачунара је имала капацитет од 8 KB до 64 KB. 
Као оперативни систем кориштен је CP/M.

## Детаљни подаци
Детаљнији подаци о рачунару Tuscan S-100 су дати у табели испод.
|                       |                                                                 |
| [ 1 ]                 |                                                                 |
| Произвођач            |                                                                 |
| Тип                   | професионални рачунар                                           |
| Меморија              | 8 до 64 KB                                                      |
| Поријекло             | Уједињено Краљевство                                            |
| Година                | 1980                                                            |
| Тастатура             | пуни помак тастера, 66 тастера                                  |
| Процесор              |                                                                 |
| Фреквенција процесора | 2 или 4                                                         |
| RAM                   | 8 до 64 KB                                                      |
| ROM                   | 8 све до 16 KB                                                  |
| Текст                 | 64 знакова x 16 линија                                          |
| Графика               | зависи од видео картице                                         |
| Боја                  | једна боја                                                      |
| Звук                  | звучник                                                         |
| Димензије             | 13 (ширина) x 13 (дубина) x 18 (висина) инча / 6,5 Kg. (14 фунти) |
| Портови               |                                                                 |
| Оперативни систем     |                                                                 |